# Блейд II
«Блейд II» (англ. Blade II) — американський фантастичний трилер режисера Гільєрмо дель Торо, продовження фільму Блейд. Прем'єра в Україні відбулась 2 травня 2002.

## Сюжет
У другій частині фільму Блейд вирушає на пошуки свого вчителя, який, як виявилося, вижив після спроби вчинити самогубства у першій частині й став одним з тих, кого використовують вампіри для отримання постійної крові. Йому не дають остаточно переродитися і тримають в банці з рідиною в постійній комі. У фільмі вампіри приходять до Блейда з проханням допомогти розібратися з небезпекою яка загрожує як вампірам, так і людям. З'явився новий вид вампірів, що абсолютно несприйнятливий до срібла і знищує інших вампірів. Єдине, що може їх зупинити — сонячне світло. Блейд погоджується і очолює загін, який спочатку був створений для того, щоб спіймати самого Блейда. По ходу розвитку сюжету Блейд закохується в доньку головного вампіра і дізнається, що новий вид був виведений самими вампірами, як спроба подолати більшість своїх слабкостей.

## У ролях
- Веслі Снайпс — Ерік Брукс / Блейд
- Кріс Крістофферсон — Вістлер
- Рон Перлман — Рейнгардт
- Леонор Варела — Нісса Дамаскінос
- Норман Рідус — Джош/Скад
- Томас Кречманн — Ілай Дамаскінос
- Люк Госс — Джаред Номак
- Метт Шульц — Чупа
- Денні Джон-Джулс — Асад
- Донні Єн — «Snowman»

## Нагороди та номінації
- 2003 — премія TAURUS за найкращу сцену бійки (Бійка Блейда і Номака на помості).
- 2003 — номінація на премію AASCAP Film and Television Music Awards у категорії «Top Box Office Films».
- 2003 — номінація на премію Сатурн (приз Академії наукової фантастики, фентезі та фільмів жахів США) у категоріях «Найкращий фільм жахів» та «Найкращий грим».

## Відеогра
Відеогру Blade II впустили для PlayStation 2 і Xbox 3 вересня 2002 року. Відгуки були загалом негативними.